# 国際連合安全保障理事会決議1987
国際連合安全保障理事会決議1987は、2011年6月17日に採択された国際連合安全保障理事会決議である。次期国際連合事務総長の任命についての検討の結果、潘基文を2012年1月1日から2016年12月31日までの任期で任命することを総会に勧告した。
現職の事務総長である潘基文は、2期目に立候補することを表明し、各国はその決定を支持した。潘基文が唯一の候補者であったため、ラテンアメリカ・カリブ海グループでは、潘を支持するかどうかで意見が分かれ、投票が遅れた。また、北朝鮮からも非公式に潘の再選を支持する声が上がっていた。
この決議は、喝采投票による満場一致で採択された。その後、総会で潘の任命が承認された。